# Даски-Саунд
Даски-Саунд (англ. Dusky Sound) — фьорд в юго-западной части новозеландского острова Южный на территории Национального парка Фьордленд. Даски-Саунд является не только одним из самых сложных по рельефу фьордов юго-западной части страны, но и считается крупнейшим в Новой Зеландии: его длина достигает 40 км, а максимальная ширина — 8 км. К северу от места слияния с морскими водами расположен крупный остров Резольюшен, который в северо-западной части отгораживает фьорд от Тасманова моря. Вдоль восточного побережья острова пролив Акерон (англ. Acheron passage) соединяет Даски-Саунд с фьордом Брейкси-Саунд, расположенным к северу.
В фьорде расположено несколько крупных островов, среди которых выделяются Анкор, Лонг-Айленд и Купер. В верховьях Даски-Саунда берега фьорда скалистые, а из-за большого количества осадков в регионе здесь имеется множество водопадов, падающих с большой высоты в фьорд во время сезона дождей. В Даски-Саунде часто встречаются тюлени и дельфины, иногда заходят киты. В фьорд впадает несколько небольших рек, крупнейшая из которых река Сифорт.
Коренными жителями района, в котором находится Даски-Саунд, являются представители новозеландского народа маори, которые в доевропейский период время от времени основывали на берегу залива небольшие лагеря для последующей охоты на нелетающую птицу моа. Европейским первооткрывателем фьорда стал британский путешественник Джеймс Кук, который открыл его во время своего первого путешествия в Новую Зеландию в 1770 году. Он назвал залив «Даски-Бей» (англ. Dusky Bay). Во время своего второго путешествия мореплаватель пробыл в Даски-Саунде в течение двух месяцев, создав на берегу мастерскую и небольшую обсерваторию. В ходе своего пребывания на берегу Джеймс Кук встретился с несколькими местными маори, которые отнеслись к нему дружелюбно. Однако спустя некоторое время они исчезли. Вероятно, они были убиты своими соплеменниками, возможно из-за подарков, которые Кук лично вручил им. В целом, путешественник посчитал залив очень удобной гаванью для судов, направлявшихся из Европы в Тихий океан.
Впоследствии на протяжении конца XVIII—начала XIX веков Даски-Саунд не раз использовался другими европейскими мореплавателями и торговцами в качестве гавани. С конца XVIII века он стал популярным местом среди охотников на тюленей. Первые из них высадились на берегу залива в 1792 году с корабля Britannia под командованием капитана Рейвена и стали первыми европейскими жителями Новой Зеландии (правда, временными). Впоследствии в заливе было также построено первое новозеландское судно под названием Providence. Кроме того, в 1793 году на берегу Даски-Саунда высадилась первая в Новой Зеландии европейская женщина. В 1795 году за ними последовала группа из 244 европейцев, включая двух женщин, которые первыми поселились на берегу. В 1797 году эти европейцы покинули залив. С 1798 года внимание охотников на тюленей перекинулось на Бассов пролив, однако с 1802 года они вновь занялись промыслом в Даски-Саунде. В этом же году на протяжении 14 дней в заливе побывал известный английский путешественник Джордж Басс, который вошёл в бартер с местными маори: в обмен на железные изделия мореплаватель получал продовольствие. Вернувшись в январе 1803 года в Сидней, Джордж Басс пытался уговорить губернатора Нового Южного Уэльса Филипа Кинга о предоставлении монополии на вылов рыбы от залива Даски-Саунд до бухты Отаго. Тем не менее губернатор не согласился, но признал Даски-Саунд сферой интересов охотников на тюленей. Промысел этого животного в заливе продолжался вплоть до конца 1820-х годов.